# Untitled Goose Game
Untitled Goose Game is een stealth puzzel-computerspel ontwikkeld door House House en uitgegeven door Panic. Het spel werd op 20 september 2019 uitgebracht voor Windows, macOS en Nintendo Switch.

## Plot
De speler bestuurt een gans die de inwoners van een Engels dorpje lastigvalt. De speler moet de begaafdheden van de gans gebruiken om objecten en niet-speelbare personages te manipuleren om bepaalde doelen te voltooien en zo verder in het spel te komen.

## Ontvangst
Het spel werd na uitgave positief ontvangen in recensies. Men prees de gameplay en humor. Het spel is ruim 100.000 keer verkocht in de eerste twee weken, en de gans werd een populaire internetmeme.